# Hemmingen (Bade-Wurtemberg)
Pour l’article homonyme, voir Hemmingen (Basse-Saxe).
Hemmingen est une commune de Bade-Wurtemberg (Allemagne), située dans l'arrondissement de Ludwigsbourg, dans la région de Stuttgart, dans le district de Stuttgart.

## Personnalités liées à la ville
- Hildegard von Spitzemberg (1843-1914), salonnière née à Hemmingen.